# 平壤開城高速公路

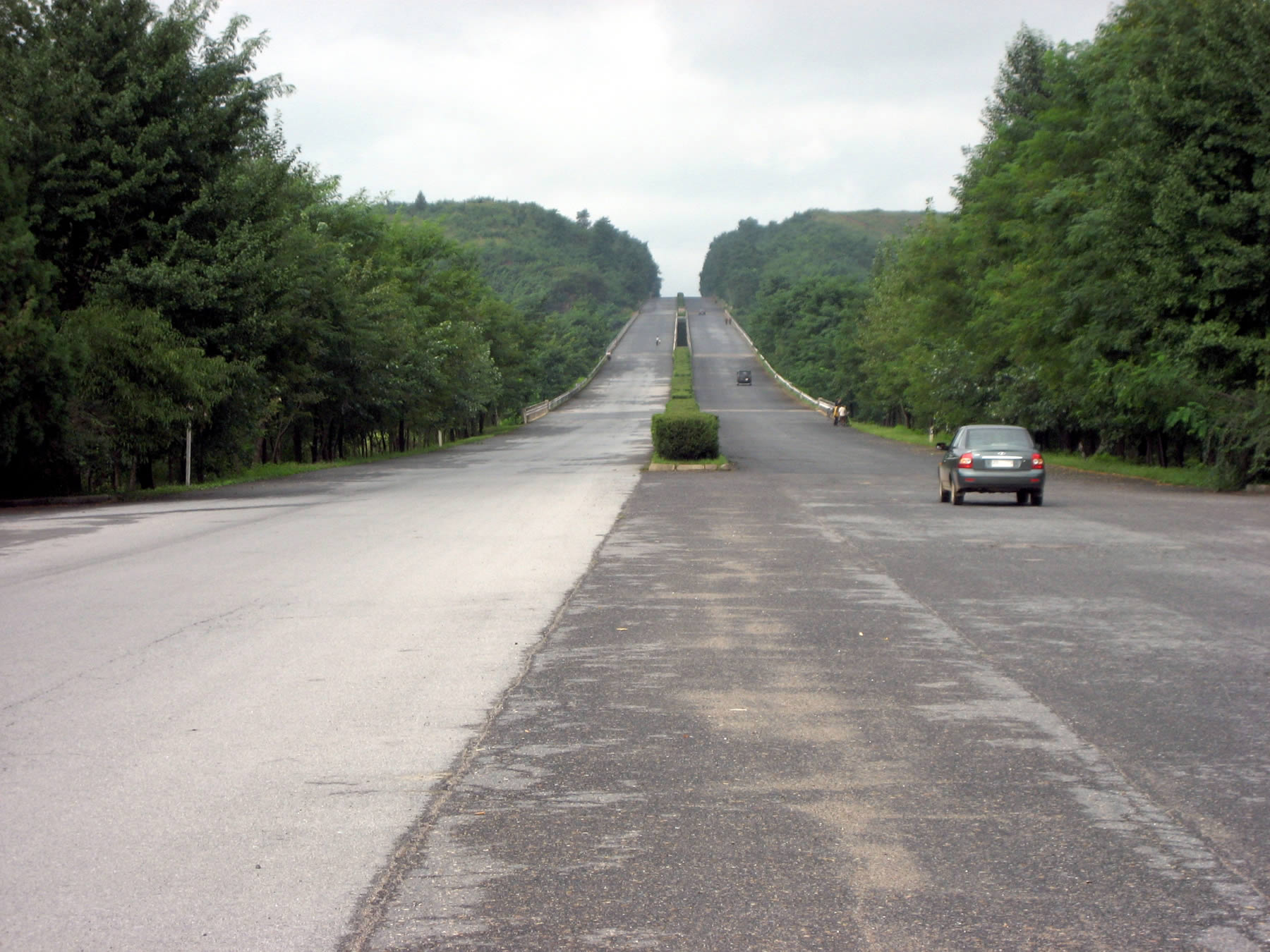
平壤開城高速公路

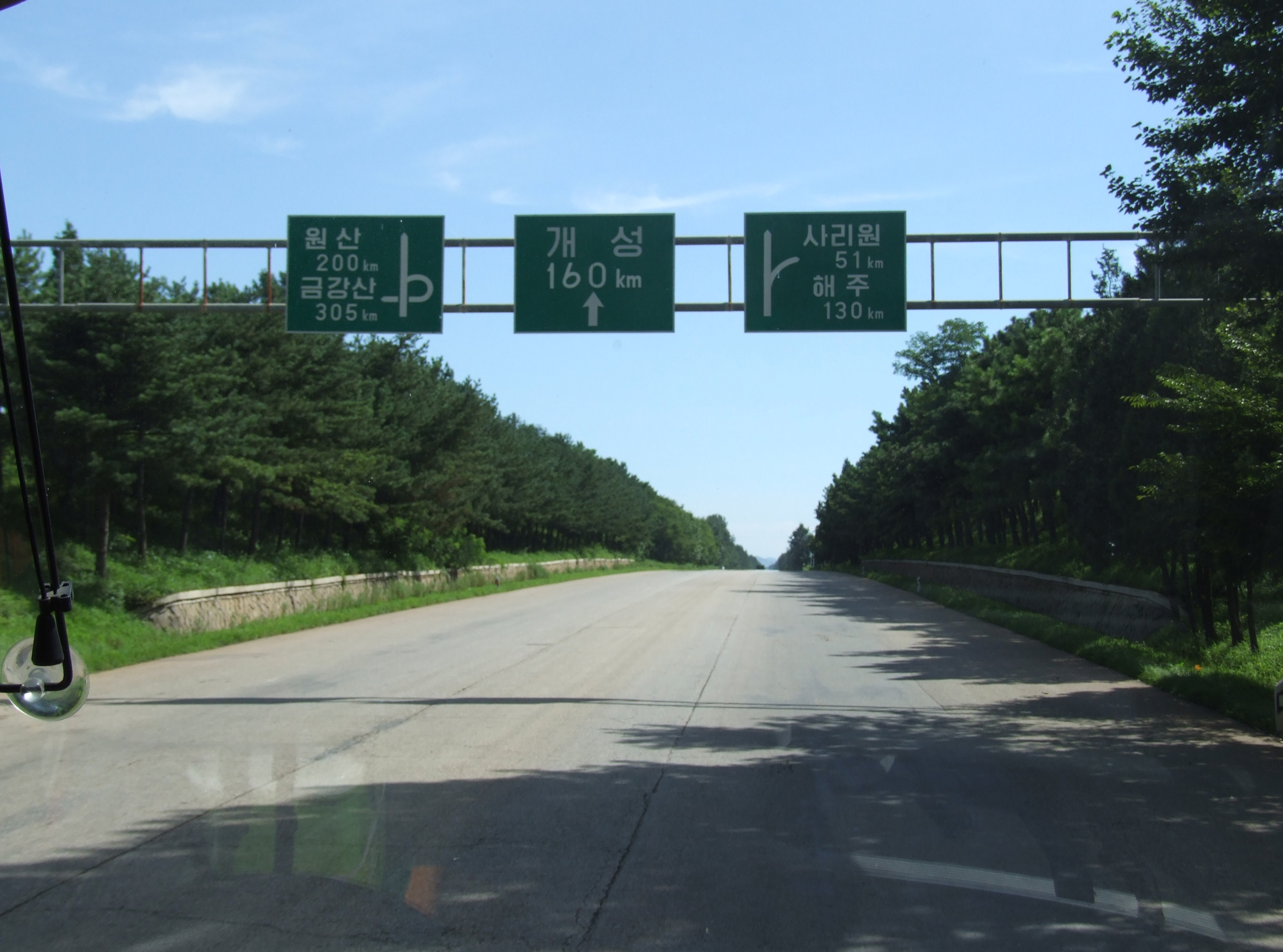
高速公路上的路牌

平壤開城高速公路， 俗稱統一路，是連接朝鮮平壤直轄市樂浪區域及開城特級市板門店以西3.5公里的高速公路。全長170公里，同時也是 亞洲公路1號線一部份。
1987年12月開工，1992年4月15日金日成80歲壽誕通車。